# Gigabajt
Gígabájt (tudi gígazlòg; kratica GB) je merska enota za količino podatkov v računalništvu. 
1 GB = 1024 (210) MB 
1 GB = 10242 (220) kB 
1 GB = 10243 (230) kB = 1.073.741.824 bajtov podatkov
Ker računalniki uporabljajo dvojiški številski zapis, giga v tem primeru ne pomeni 109, se pa za računanje uporablja ta približna, bolj zapomnljiva vrednost.
Enote GB ne smemo mešati z Gb, ki označuje število gigabitov (en bajt ima osem bitov).